# Grand Prix Formule 1 van Canada 1985
De Grand Prix Formule 1 van Canada 1985 werd verreden op 16 juni in Montréal. Het was de vijfde race van het seizoen.

## Uitslag
| Positie | Nummer | Rijder             | Team                   | Ronden | Tijd/Opgave | Startplaats | Punten |
| ------- | ------ | ------------------ | ---------------------- | ------ | ----------- | ----------- | ------ |
| 1       | 27     | Michele Alboreto   | Ferrari                | 70     | 1:46:01.813 | 3           | 9      |
| 2       | 28     | Stefan Johansson   | Ferrari                | 70     | + 1.957     | 4           | 6      |
| 3       | 2      | Alain Prost        | McLaren-TAG            | 70     | + 4.341     | 5           | 4      |
| 4       | 6      | Keke Rosberg       | Williams-Honda         | 70     | + 27.821    | 8           | 3      |
| 5       | 11     | Elio de Angelis    | Lotus-Renault          | 70     | + 43.349    | 1           | 2      |
| 6       | 5      | Nigel Mansell      | Williams-Honda         | 70     | + 1:17.878  | 16          | 1      |
| 7       | 15     | Patrick Tambay     | Renault                | 69     | + 1 Ronde   | 10          |        |
| 8       | 26     | Jacques Laffite    | Ligier-Renault         | 69     | + 1 Ronde   | 19          |        |
| 9       | 18     | Thierry Boutsen    | Arrows-BMW             | 68     | + 2 Rondes  | 7           |        |
| 10      | 22     | Riccardo Patrese   | Alfa Romeo             | 68     | + 2 Rondes  | 13          |        |
| 11      | 4      | Stefan Bellof      | Tyrrell-Ford           | 68     | + 2 Rondes  | 23          |        |
| 12      | 3      | Martin Brundle     | Tyrrell-Ford           | 68     | + 2 Rondes  | 24          |        |
| 13      | 17     | Gerhard Berger     | Arrows-BMW             | 67     | + 3 Rondes  | 12          |        |
| 14      | 25     | Andrea de Cesaris  | Ligier-Renault         | 67     | + 3 Rondes  | 15          |        |
| 15      | 8      | Marc Surer         | Brabham-BMW            | 67     | + 3 Rondes  | 20          |        |
| 16      | 12     | Ayrton Senna       | Lotus-Renault          | 65     | + 5 Rondes  | 2           |        |
| 17      | 23     | Eddie Cheever      | Alfa Romeo             | 64     | + 6 Rondes  | 11          |        |
| NF      | 29     | Pierluigi Martini  | Minardi-Motori Moderni | 57     | Ongeluk     | 25          |        |
| NF      | 1      | Niki Lauda         | McLaren-TAG            | 37     | Motor       | 17          |        |
| NF      | 24     | Piercarlo Ghinzani | Osella-Alfa Romeo      | 35     | Motor       | 22          |        |
| NF      | 10     | Philippe Alliot    | RAM-Hart               | 28     | Ongeluk     | 21          |        |
| NF      | 16     | Derek Warwick      | Renault                | 25     | Ongeluk     | 6           |        |
| NF      | 9      | Manfred Winkelhock | RAM-Hart               | 5      | Ongeluk     | 14          |        |
| NF      | 19     | Teo Fabi           | Toleman-Hart           | 3      | Turbo       | 18          |        |
| NF      | 7      | Nelson Piquet      | Brabham-BMW            | 0      | Transmissie | 9           |        |

## Statistieken
| Pole-position | Elio de Angelis | Lotus-Renault | 1:24.567 |
| Snelste ronde | Ayrton Senna    | Lotus-Renault | 1:27.445 |

## Noot
- Dit was de eerste podiumplaats voor Stefan Johansson.

1967 · 1968 · 1969 · 1970 · 1971 · 1972 · 1973 · 1974 · 1976 · 1977 · 1978 · 1979 · 1980 · 1981 · 1982 · 1983 · 1984 · 1985 · 1986 · 1988 · 1989 · 1990 · 1991 · 1992 · 1993 · 1994 · 1995 · 1996 · 1997 · 1998 · 1999 · 2000 · 2001 · 2002 · 2003 · 2004 · 2005 · 2006 · 2007 · 2008 · 2010 · 2011 · 2012 · 2013 · 2014 · 2015 · 2016 · 2017 · 2018 · 2019 · 2022 · 2023 · 2024 · 2025 · 2026 · 2027 · 2028 · 2029